# Wintonia scabra
Wintonia scabra is een hooiwagen uit de familie Assamiidae. Het is de enige soort in het geslacht Wintonia dat dus monofyletisch is.